# Circondario di Wolfenbüttel
Il circondario di Wolfenbüttel (targa WF) è un circondario (Landkreis) della Bassa Sassonia, in Germania.
Comprende 3 città, 34 comuni e 3 territori extracomunali.
Capoluogo e centro maggiore è Wolfenbüttel.

## Geografia antropica
1. Cremlingen (12 959)
2. Schladen-Werla (8 715)
3. Wolfenbüttel, città, comune indipendente (51 986)

### Comunità amministrative (Samtgemeinde)
- Samtgemeinde Baddeckenstedt, con i comuni:

1. Baddeckenstedt (3 138):
2. Burgdorf (2 205)
3. Elbe (1 529)
4. Haverlah (1 572)
5. Heere (1 076)
6. Sehlde (900)

- Samtgemeinde Elm-Asse, con i comuni:

1. Dahlum (619)
2. Denkte (2 812)
3. Hedeper (468)
4. Kissenbrück (1 675)
5. Kneitlingen (775)
6. Remlingen-Semmenstedt (2 385)
7. Roklum (436)
8. Schöppenstedt, Stadt * (5 577)
9. Uehrde (867)
10. Vahlberg (705)
11. Winnigstedt (703)
12. Wittmar (1 089)

- Samtgemeinde Oderwald, con i comuni:

1. Börßum * (2 835)
2. Cramme (824)
3. Dorstadt (685)
4. Flöthe (1 093)
5. Heiningen (643)
6. Ohrum (608)

- Samtgemeinde Sickte, con i comuni:

1. Dettum (1 181)
2. Erkerode (864)
3. Evessen (1 256)
4. Sickte * (6 039)
5. Veltheim (Ohe) (1 005)

### Territori extracomunali (Gemindefreies Gebiet)
- Am Großen Rhode
- Barnstorf-Warle
- Voigtsdahlum